# Sonja Lumme
Pour les articles homonymes, voir Lumme.
Sonja Lumme (née le 6 octobre 1961 à Kristinestad) est une chanteuse finlandaise. Elle est la représentante de la Finlande au Concours Eurovision de la chanson 1985 avec Eläköön elämä.

## Biographie
Sonja Lumpe naît dans une famille de six frères et sœurs. Son frère Stefan disparaît dans le naufrage du M/S Irma dans la mer d'Åland en octobre 1968.
Elle sort un premier single Hi-Hat en 1978. Elle devient professionnelle dans les années 1980 en signant un contrat d'enregistrement avec JP-Musiikki. Son premier album Anna olla vapaa sort en 1983. Elle tente une première fois de participer au Concours Eurovision en 1984 avec la chanson Sut vain qui finit cinquième des onze participants. Päivä ja yö, le deuxième, est présenté en 1984.
Dans le même temps, le label s'inscrit pour la sélection de la chanson finlandaise au Concours Eurovision une chanson inédite Eläköön elämä. À l'issue d'une sélection par le public des chansons pour une finale, Eläköön elämä est retenue par le jury lors d'une émission de télévision. Au Concours Eurovision, la chanson obtient 58 points et finit neuvième des dix-neuf participants. Dans la foulée, Lumme enregistre une adaptation en anglais de l'album Päivä ja yö, Easy Life et de la chanson du Concours Eurovision There Is Life On Earth.
L'échec commercial de la participation au Concours Eurovision aboutit à une rupture avec le label JP-Musiikki. Elle tente de maintenir sa carrière avec d'autres labels en prenant part aux sélections de la Finlande pour le Concours Eurovision de la chanson en 1986, 1988, 1989, obtenant toujours la cinquième place. Lumme signe avec Finnlevy qui sort l'album Sonja en 1990. Elle tente une dernière fois de représenter la Finlande au Concours Eurovision de la chanson 1992 et est troisième. Finnlevy devient Warner Music Finland en 1994 et met fin au contrat avec Sonja Lumme. Elle crée alors son propre label, Inmusic. Les deux albums Kulkurit Maailmalle et Sonja & Timo sont des duos avec Timo Turpeinen.
Lumme produit et présente l'émission de jardinage Ihana piha, diffusée depuis 2008 sur MTV3. En 2011, Lumme présente l'émission sur le même thème Vihreä hetki sur Radio Nova.
Sonja Lumme est mariée depuis 2006 à l'acteur et chanteur d'opéra Arne Nylander qu'elle a rencontré en 2002 ; ils n'ont pas d'enfants.

## Discographie
Albums
- 1983 : Anna olla vapaa
- 1984 : Päivä ja yö
- 1985 : Easy Life
- 1990 : Sonja
- 1998 : Sonja ja Timo
- 2003 : Kissanainen
- 2007 : Meri ja tuuli